# Диармайт мак Аэдо Слане
Диармайт мак Аэдо Слане (Диармайт Руанайд; др.‑ирл. Diarmait mac Áedo Sláine, Diarmait Ruanaid; умер в 665) — король Бреги (634—665) и верховный король Ирландии (658—665) из рода Сил Аэдо Слане, ветви Южных Уи Нейллов. Правил совместно со своим единокровным братом Блатмаком мак Аэдо Слане.

## Биография

### Происхождение
Диармайт был одним из сыновей Аэда Слане, родоначальника одной из двух крупнейших ветвей Южных Уи Нейллов, получившей по нему своё название — Сил Аэдо Слане. Другой влиятельнейшей ветвью Южных Уи Нейллов был Кланн Холмайн, представители которой вели свою родословную от брата Аэда Слане, короля Миде Колмана Старшего. Матерью Диармайта была вторая супруга его отца, Эйтн, дочь Бренанна Далла из септа Коммайкн Куйл Толад.
Аэд Слане был первым правителем королевства Брега, полученного им после раздела владений его отца, убитого в 565 году Диармайта мак Кербайлла. Отец Диармайта мак Аэдо Слане погиб в 604 году, оставив своим сыновьям власть над Брегой, которой его потомки правили в течение следующих нескольких веков. После гибели Аэда Слане престол Бреги наследовали один за одним его сыновья: сначала Коналл Лаэг Брег, а потом совместно Конгал мак Аэдо Слане и Айлиль Арфист. Все они пали в междоусобных воинах с представителями соперничавшего с Сил Аэдо Слане рода Кланн Холмайн. Короли Конгал и Айлиль погибли в 634 году, сражаясь с королём Миде Коналлом Гутбинном. После его смерти власть над Брегой перешла к младшим сыновьям Аэда Слане, Диармайту и Блатмаку, ставшим королями-соправителями.

### Король Бреги
Согласно сведениям исторических источников, из двух королей-соправителей Диармайт мак Аэдо Слане был наиболее деятельным и одарённым. Вследствие этого он чаще, чем его брат Блатмак, упоминается в ирландских анналах. Взойдя на престол Бреги, он продолжил войну с Кланн Холмайн и уже в 635 году убил в «доме сына Над Фройха» короля Коналла Гутбинна. Позднее в том же году он нанёс поражение при Кул Каэлайне (в современном графстве Мит) войску септа Кланн Холмайн Бикк. В этом сражении погибли Маэл Умай и Колгу, два сына убитого в 621 году короля Миде Энгуса мак Колмайна. Вероятно, сыновья Энгуса стали жертвой борьбы с королями Бреги за лидерство над землями Южных Уи Нейллов.
В то время за титул верховного короля Ирландии боролись Домналл мак Аэдо из рода Кенел Конайлл и правитель Ульстера Конгал Кривой. В этой войне Диармайт и Блатмак, вместе со своим братом Дунхадом, поддержали возглавленную королём Домналлом коалицию, в которую, кроме них, вошли Келлах мак Маэл Кобо и Коналл Каэл из Кенел Конайлл. В произошедшем в 637 году сражении при Маг Рот войско королей-союзников одержало решительную победу над войском ульстерского правителя и его союзников, короля Айлеха Крундмаэла мак Суибне и правителя Дал Риады Домналла I. Среди погибших на поле боя был король Конгал Кривой, а также сражавшиеся на стороне ульстерцев сын и внук Коналла Гутбинна, Айрметах Кривой и Фаэлху мак Айрметайг. Победа при Маг Рот позволила Блатмаку и Диармайту окончательно закрепить за собой лидерство среди Южных Уи Нейллов.
По свидетельству ирландских анналов, в 649 году Диармайт мак Аэдо Слане вмешался в борьбу за престол, начавшуюся после убийства короля Коннахта Рогаллаха мак Уатаха. В этой междоусобице он выступил на стороне сыновей погибшего монарха, Фергуса, Катала и Келлаха. В сражении при Карн Конайлле (около Горта) Диармайт разгромил войско коннахтцев, обратив в бегство одного из претендентов на престол Гуайре Айдне. Обстоятельства этого сражения стали основой для написанной в X веке поэмы «Битва при Карн Конайлле» (др.‑ирл. Cath Cairnd Chonaill). Описываемые в поэме события отнесены ко времени, когда Диармайт уже был верховным королём Ирландии. Повествуется, что кормилица Диармайта Синеах Кро часто обвиняла своего воспитанника в трусости, потому что тот предпочитал жить в мире с другими ирландскими правителями, а не силой собирать с них положенную верховным королям дань. Якобы, именно за трусость Диармайт мак Аэдо Слане и получил своё прозвище «Руанайд» («Красный»). Не выдержав упрёков, Диармайт собрал войско, разбил при Карн Конайлле короля Коннахта Гуайре Айдне, но затем, покорённый великой щедростью своего противника, искренне примирился с коннахтцами. Несмотря на итог сражения, исторические источники свидетельствуют, что после смерти короля Рогаллаха престол Коннахта перешёл не к его сыновьям, а к брату Гуайре Айдне Лоингсеху мак Колмайну.
В основу сюжета ещё одной поэмы — «Убийство трёх сыновей Диармайта мак Кербайлла» (др.‑ирл. Orgguin Trí Mac Díarmata mic Cerbaill) — легла гибель в 651 году двух сыновей короля Блатмака, Дунхада и Коналла. Хотя средневековые источники называли убийцей лейнстерца Маэл Одрана, современные историки предполагают, что убийство могло быть организовано Диармайтом или его сторонниками, желавшими ослабить позиции короля Блатмака.
Сохранилось ещё несколько преданий, связанных с Диармайтом мак Аэдо Слане. Некоторые из них повествуют о его военной деятельности, некоторые — о связях с ирландскими святыми. В одном из преданий сообщается об изгнании Диармайтом и Блатмаком монахов во главе со святым Мо Хутой из основанного теми большого монастыря в Рахане. Главную роль в изгнании предание отводит королю Блатмаку и аббатам из центральных районов острова, в то время как Диармайт представлен сторонником примирения со святым. В этом рассказе нашли отражение реальные факты сильного недовольства ирландских церковников ростом влияния выходцев из Мунстера в VII—VIII веках. В другом предании рассказывается о том, как святой Фехин, будучи послом Диармайта и Блатмака к Домналлу мак Аэдо, с помощью божественной силы преодолел козни друида верховного короля. По свидетельству ирландской саги «Обольщение Бекфолы», на средства короля Диармайта были украшены реликвии Моласса (рака и епископский посох), а также посвящённая этому святому часовня. В поэме «Битва при Карн Конайлле» упоминается, что Диармайт оказывал покровительство Клонмакнойсскому аббатству.
После умершего в 642 году Домналла мак Аэдо титул верховного короля унаследовали его племянники Келлах мак Маэл Кобо и Коналл Каэл. Об этом известно из сообщений ирландских анналов, хотя наиболее древний из списков королей Тары, сохранившийся в составе саги «Видение Конна», называет преемниками Домналла королей Диармайта и Блатмака. Вероятно, правители Бреги после смерти Домналла мак Аэдо предъявили притязания на титул верховного короля, что и нашло отражение в противоречивости сообщений средневековых источников о преемниках Домналла мак Аэдо. Противостояние между двумя парами королей-соправителей вылилось в открытую вражду, в ходе которой Коналл Каэл был убит в 654 году Диармайтом. В 658 году скончался и король Келлах мак Маэл Кобо, после смерти которого титул верховного короля Ирландии перешёл к Диармайту и его брату Блатмаку.

### Верховный король Ирландии

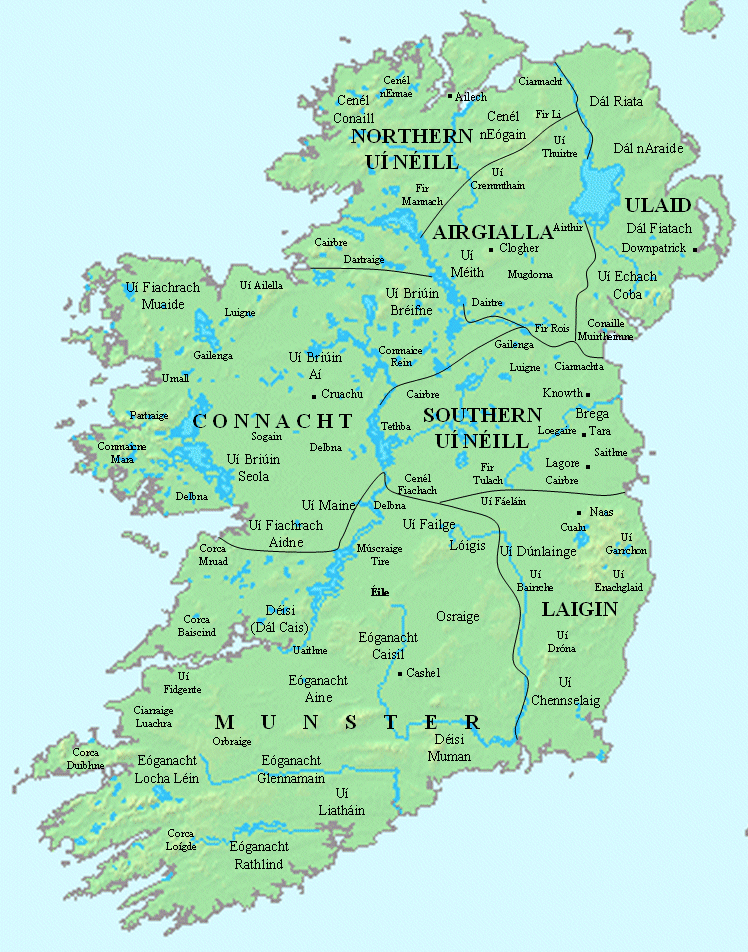
Ирландия в Раннее Средневековье

О правлении Диармайта мак Аэдо Слане как верховного короля Ирландии известно не очень много. Анналы упоминают о смерти в 660 году одного из сыновей короля Блатмака, Эохайда, но не сообщают никаких подробностей этого события. Несмотря на это, историки высказывают мнение, что Эохайд мог стать жертвой борьбы за власть между его отцом и Диармайтом. В «Анналах Тигернаха» и «Хронике скоттов» также сообщается, что в 662 году сторонники Диармайта нанесли Блатмаку мак Аэдо Слане поражение в сражении при Огомане, после чего Диармайт стал единовластным правителем. Однако свидетельства об этом событии отсутствуют в записанных в более раннее время «Анналах Ульстера», и поэтому данные о свержении Блатмака могут быть недостоверными.
Согласно саге «Борома», Диармайт и Блатмак мак Аэдо Слане получили дань скотом, которую лейнстерцы традиционно выплачивали верховным королям Ирландии. В одном из преданий о Молинге рассказывалось, как при посредничестве этого святого была установлена граница между Лейнстером и владениями королей Диармайта и Блатмака в Бреге. По свидетельству легенды, с тех пор северная граница Лейнстера стала проходить по реке Ри.
Анналы уделяют особое внимание эпидемии чумы, обрушившейся на Ирландию, согласно «Анналам Ульстера», 1 августа 664 года. Среди множества жителей острова, умерших в 665 году от этой болезни, были и короли Диармайт и Блатмак. После кончины королей-соправителей власть над Брегой и титул верховного короля Ирландии унаследовал сын Блатмака, король Сехнуссах мак Блатмайк.
По мнению ирландских средневековых историков, правление Диармайта и Блатмака мак Аэдо Слане было «золотым веком» для Ирландии. К этим временам были отнесены сюжеты многих легенд и преданий, а события этого периода нашли отражение в нескольких ирландских поэмах.

### Семья
По свидетельству трактата XII века «Banshenchas» («О известных женщинах»), супругой Диармайта мак Аэдо Слане была Темайр, дочь короля десси Аэда Болга мак Фингейна, которая в средневековых преданиях упоминалась под именем Бекфола («Небогатая»). В «Banshenchas» она охарактеризована как «прекрасная красавица, организовавшая убийство», однако никаких подробностей об этом не приводится. Ирландские же предания, связанные со святым Фехином, сообщают о благочестии супруги Диармайта, повествуя о том, как она помогала этому святому выхаживать прокажённых.
Сыном Диармайта мак Аэдо Слане был Кернах Сотал (умер в 668 году) — предок-эпоним одной из двух ветвей рода Сил Аэдо Слане — Уи Хернайг. Потомки Диармайта правили королевством Лагор (Северной Брегой), а его правнук Фогартах мак Нейлл владел также и титулом верховного короля Ирландии.